# Tom Harrell

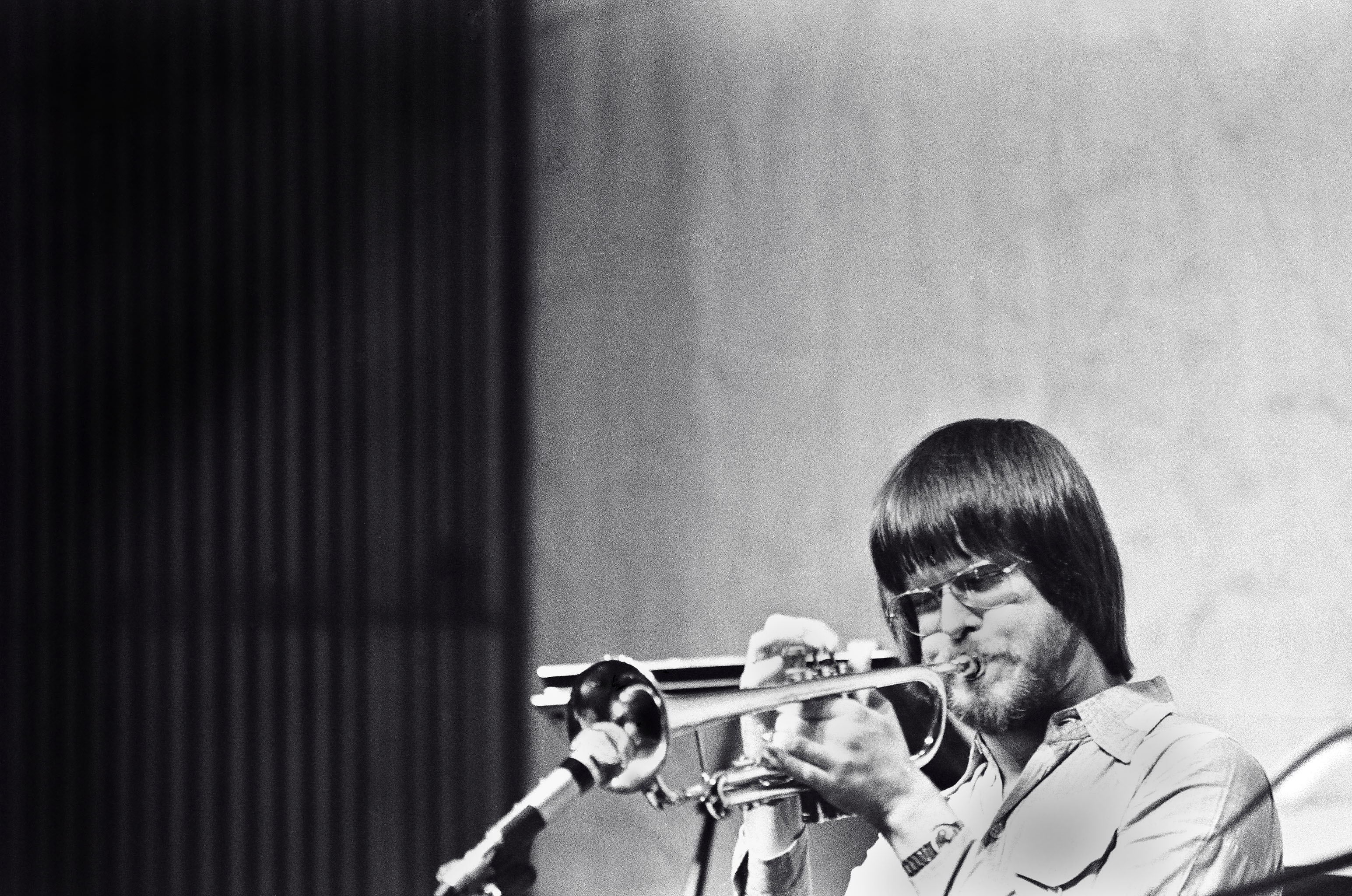
Tom Harrell

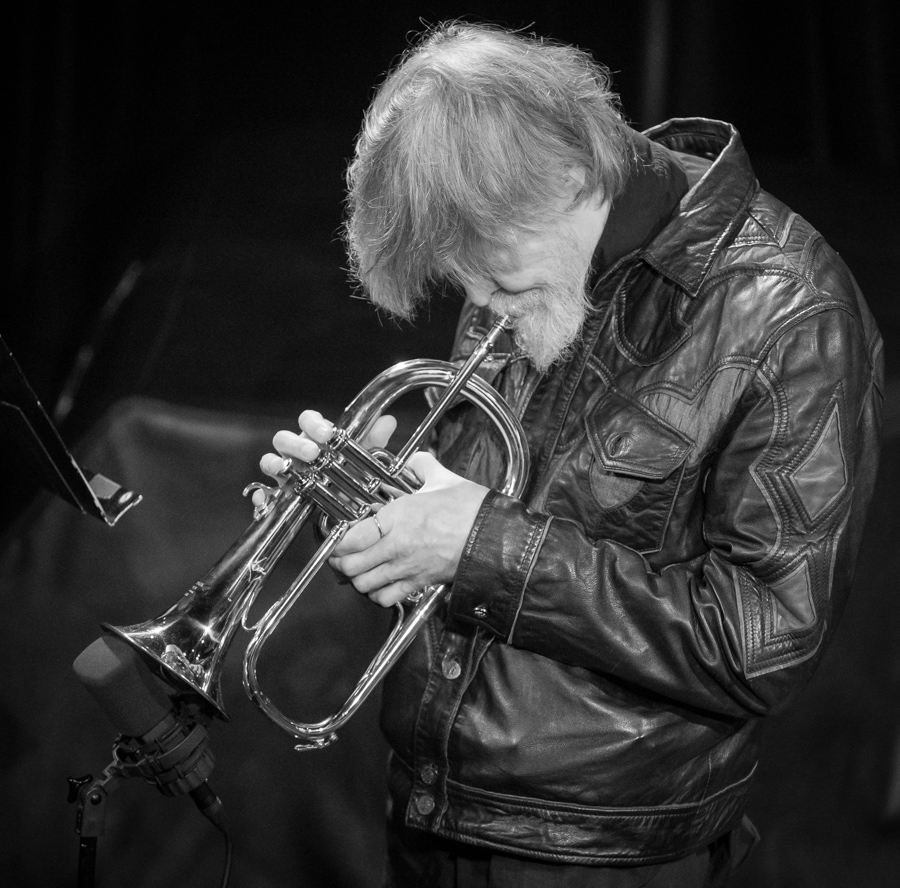
Tom Harrell på Oslo Jazzfestival 2017

Tom Harrell, född 6 juni 1946 i Urbana, Illinois, är en amerikansk jazztrumpetare och kompositör.  
Tom Harrell började spela trumpet vid åtta års ålder. Då bodde han i San Francisco Bay Area, och började spela lokala band när han var 13. 1969 avslutade han sina studier vid Stanford University med en examen i musikkomposition och gick med i Stan Kentons orkester, med vilken han spelade in och turnerade till i slutet av 1969. 
Efter att han lämnat Kenton började Harrell spela med Woody Hermans storband (1970-1971), Azteca (1972), Horace Silver Quintet (1973-1977), Sam Jones storband, Lee Konitz Nonet (1979-1981), George Russell, Mel Lewis Orchestra (1981) och  Charlie Haden's Liberation Orchestra. Utöver det spelade han in album med bland annat Bill Evans, Dizzy Gillespie, Ronnie Cuber, Bob Brookmeyer, Lionel Hampton, Bob Berg och Bobby Shew. Mellan 1983 och 1989 var han en central medlem i Phil Woods Quintet, som han turnerade världen över och spelade in mycket med. 
Sedan 1989 har Harrell lett sina egna grupper, oftast kvintetter men ibland även storband. Han har förekommit på faktiskt alla stora jazzklubbar och festivaler och spelat in skivor under eget namn för skivbolag som Pinnacle, Blackhawk, Criss Cross, SteepleChase, Contemporary Records, Chesky och RCA.
Harrell lider av schizofreni, vilket påverkar hans framträdanden. På scenen står han en bit bort från mikrofonen och han står med böjt huvud med fingrarna i hårt grepp runtom trumpeten. När han kommer fram på scenen går han långsamt till mikrofonen med lågt hängande huvud och lyfter det bara när han spelar. När han är klar bockar han och intar sin ordinarie plats.